# Чернягин, Иван Иванович
Ива́н Ива́нович Черня́гин (1919, Стёксово — 1943, Балтийское море) — матрос Балтийского флота.

## Биография
Родился в 1919 году в селе Стёксове Ардатовского уезда Нижегородской губернии. Окончил местную школу II ступени. Был активным комсомольцем, членом футбольной команды села, заведующим местным клубом. Был призван на Военно-морской флот, проходил службу на Балтийском море. Начало Великой Отечественной войны встретил в качестве рулевого подводной лодки Щ-406. Принимал участие во всех четырёх боевых походах подводной лодки вплоть до её гибели в четвёртом походе летом 1943 года.

## Награды
- Кавалер государственных наград за участие в боевых действиях:[1]
  - Орден Красной Звезды (1942)
  - Орден Отечественной войны 2-й степени[2] (1942)
- Одна из улиц в родном селе Ивана Ивановича Чернягина названа его именем[1].